# Gjerstad
Gjerstad è un comune norvegese della contea di Agder.